# رونالد بي. ستافورد
رونالد بي. ستافورد (بالإنجليزية: Ronald B. Stafford)‏ هو سياسي أمريكي، ولد في 29 يونيو 1935، وتوفي في 24 يونيو 2005 بسبب سرطان. حزبياً، نشط في الحزب الجمهوري. وقد انتخب عضو مجلس ولاية نيويورك.